# Jean-François Remésy
Jean-François Remésy (* 5. Juni 1964 in Nîmes) ist ein französischer Profigolfer.

## Werdegang
Er gewann 1985 die französische Amateurmeisterschaft und wurde 1987 Berufsgolfer. Obwohl er zwei kleinere Turniere in Frankreich und ein Event auf der Challenge Tour für sich entscheiden konnte, brauchte es zwölf Anläufe auf der Tour School, bevor Remésy 1999 seinen ersten Sieg auf der European Tour – die Estoril Open – feiern konnte. Dann war der Bann gebrochen und er entwickelte sich zu einem beständigen Mitglied der Turnierserie. Im Jahre 2004 gelang es ihm als ersten Franzosen nach 35 Jahren, wieder den Open de France Titel zu holen, im Jahr darauf wiederholte er das Kunststück und besiegte seinen Landsmann Jean Van de Velde im Stechen.
Seit 2014 spielt Remésy auf der European Seniors Tour.

## European Tour Siege
- 1999 Estoril Open
- 2004 Open de France
- 2005 Open de France

## Andere Turniersiege
- 1991 Challenge AEF (Frankreich)
- 1994 Vittel Open (Frankreich)
- 1994 Dutch Challenge Open (Challenge Tour)
- 1999 French PGA Championship
- 2003 Masters 13 (France)
- 2007 Masters 13 (France)
- 2008 Open International Stade Français Paris (Alps Tour)

## European Seniors Tour Siege
- 2018 Swiss Seniors Open
- 2019 Farmfoods European Legends Links Championship

## Teilnahmen an Teambewerben
- Alfred Dunhill Cup: 1999, 2000
- World Cup: 1999
- Seve Trophy (für Kontinentaleuropa): 2005